# Pandemia de COVID-19 en Saba
La pandemia de COVID-19 en Saba es parte de la pandemia viral mundial en curso de la enfermedad del coronavirus 2019 (COVID-19), que se confirmó que llegó a la isla caribeña holandesa de Saba el 12 de abril de 2020. La isla tiene una población de 1.905 personas. Al 12 de mayo, se informó que todos los casos se habían recuperado. El 1 de agosto se importaron dos nuevos casos que se resolvieron el 9 de septiembre.

## Fondo
El 12 de enero de 2020, la Organización Mundial de la Salud (OMS) confirmó que un nuevo coronavirus fue la causa de una enfermedad respiratoria en un grupo de personas en la ciudad de Wuhan, provincia de Hubei, China , que se informó a la OMS el 31 de diciembre de 2019.
La tasa de letalidad de COVID-19 ha sido mucho más baja que la del SARS de 2003, pero la transmisión ha sido significativamente mayor, con un número total de muertes significativo.
Saba se encuentra en una posición difícil dada su pequeña población. Las instalaciones médicas de Saba solo pueden atender a ocho personas y las operaciones deben realizarse en la isla de Sint Maarten. Para emergencias, hay un helicóptero de trauma disponible de Sint-Eustatius, sin embargo, normalmente implica un viaje en bote de una hora y media.
Las pruebas de COVID-19 se están realizando en Sint Maarten , pero debido a la capacidad limitada, las pruebas para personas sin síntomas se envían a Guadalupe, lo que demora de 3 a 5 días.

## Cronología
| Casos de COVID-19 en Saba Muertes Recuperaciones Casos activos abrmayjunjulagosepÚltimos 15 días  | Casos de COVID-19 en Saba Muertes Recuperaciones Casos activos abrmayjunjulagosepÚltimos 15 días | Casos de COVID-19 en Saba Muertes Recuperaciones Casos activos abrmayjunjulagosepÚltimos 15 días | Casos de COVID-19 en Saba Muertes Recuperaciones Casos activos abrmayjunjulagosepÚltimos 15 días | Casos de COVID-19 en Saba Muertes Recuperaciones Casos activos abrmayjunjulagosepÚltimos 15 días |
| ------------------------------------------------------------------------------------------------- | ------------------------------------------------------------------------------------------------ | ------------------------------------------------------------------------------------------------ | ------------------------------------------------------------------------------------------------ | ------------------------------------------------------------------------------------------------ |
| Fecha                                                                                             | Fecha                                                                                            |                                                                                                  | N.º de casos                                                                                     | N.º de casos                                                                                     |
| 2020-04-12                                                                                        | 2020-04-12                                                                                       |                                                                                                  | 1(—)                                                                                             | 1(—)                                                                                             |
| 2020-04-13                                                                                        | 2020-04-13                                                                                       |                                                                                                  | 2(+100%)                                                                                         | 2(+100%)                                                                                         |
| ⋮                                                                                                 | ⋮                                                                                                |                                                                                                  | 2(=)                                                                                             | 2(=)                                                                                             |
| 2020-05-06                                                                                        | 2020-05-06                                                                                       |                                                                                                  | 2(=)                                                                                             | 2(=)                                                                                             |
| ⋮                                                                                                 | ⋮                                                                                                |                                                                                                  | 2(=)                                                                                             | 2(=)                                                                                             |
| 2020-05-12                                                                                        | 2020-05-12                                                                                       |                                                                                                  | 2(=)                                                                                             | 2(=)                                                                                             |
| ⋮                                                                                                 |                                                                                                  |                                                                                                  |                                                                                                  |                                                                                                  |
| 2020-05-22                                                                                        | 2020-05-22                                                                                       |                                                                                                  | 3(—)                                                                                             | 3(—)                                                                                             |
| ⋮                                                                                                 | ⋮                                                                                                |                                                                                                  | 3(=)                                                                                             | 3(=)                                                                                             |
| 2020-08-01                                                                                        | 2020-08-01                                                                                       |                                                                                                  | 5(+67%)                                                                                          | 5(+67%)                                                                                          |
| ⋮                                                                                                 | ⋮                                                                                                |                                                                                                  | 5(=)                                                                                             | 5(=)                                                                                             |
| 2020-08-13                                                                                        | 2020-08-13                                                                                       |                                                                                                  | 5(=)                                                                                             | 5(=)                                                                                             |
| ⋮                                                                                                 | ⋮                                                                                                |                                                                                                  | 5(=)                                                                                             | 5(=)                                                                                             |
| 2020-09-09                                                                                        | 2020-09-09                                                                                       |                                                                                                  | 5(=)                                                                                             | 5(=)                                                                                             |
| Datos obtenidos del Gobierno de Saba Para la actualización del 22 de mayo, consulte mayo de 2020. |                                                                                                  |                                                                                                  |                                                                                                  |                                                                                                  |

### Marzo de 2020
El 19 de marzo, Saba toma medidas cautelares mediante el cierre del puerto, aeropuerto y escuelas. El gobernador Johnson tomó las medidas debido a la posición vulnerable de la isla y la atención médica limitada. La Facultad de Medicina de la Universidad de Saba cesó las actividades en el aula y cambió a conferencias en línea. Algunos estudiantes regresaron a casa, pero otros permanecieron en la isla.

### Abril de 2020
El 7 de abril, tres personas fueron puestas en cuarentena y se realizaron 18 pruebas todas negativas.
El 12 de abril se confirmó el primer caso. El paciente tiene síntomas leves. Se desconoce el origen, porque el paciente no ha viajado y por lo tanto debe haberse infectado localmente. Una de las personas con las que había estado en contacto tiene neumonía. El gobernador Jonathan Johnson ha ordenado un cierre.
El 13 de abril, ahora hay dos casos que dieron positivo. Se habían hecho pruebas a 22 personas de las cuales 18 dieron negativo y dos aún están pendientes. 70 personas están en cuarentena.
El 17 de abril se anunció que el toque de queda está en vigor entre las 19:00 y las 06:00. Hasta el momento, 44 personas se han sometido a pruebas y aún quedan pendientes 17 pruebas.
El 22 de abril, un hospital de campaña semipermanente llegó a Sint Eustatius y se utilizará para pacientes con COVID-19 en Bonaire, Sint Eustatius y Saba. El hospital de campaña consta de seis camas de UCI y se espera que esté operativo el 15 de mayo.
Hasta el 23 de abril, se han realizado pruebas a 73 personas, sin embargo, todavía quedan pendientes 41 pruebas. 63 personas han sido puestas en cuarentena.
El 25 de abril se anunció que para paliar las dificultades económicas, la tarifa fija de luz y agua se pondrá a cero y el precio de internet se fijará en $ 25.- desde el 1 de mayo hasta fin de año. La isla también recibirá 150.000 € de ayuda alimentaria.

### Mayo de 2020
El 6 de mayo, habrá un vuelo de repatriación a los Países Bajos en Sint Maarten. Saba no puede garantizar los vuelos de este mes e insta a todos los varados de los Países Bajos o Europa a utilizar este vuelo.
Se anunció la primera recuperación.
El 8 de mayo, el gobernador Jonathan Johnson anunció que a partir del 9 de mayo a la medianoche se levantaría la medida de permanencia en casa. Se mantendrá el distanciamiento social y la prohibición de reuniones. Las iglesias y el restaurante pueden reabrir si se cumplen las medidas de higiene. Todos los servicios y negocios reabrirán a partir del lunes 11 de mayo. Las escuelas reabrirán el 18 de mayo.
El 12 de mayo se recuperaron todos los casos. Sin relación alguna, el gobernador Jonathan Johnson fue reelegido para su tercer mandato. Para dar reconocimiento a las enfermeras y a todos los involucrados, las campanas de la iglesia sonaron al mediodía.
El 22 de mayo, el gobernador Jonathan Johnson informó que la persona que había estado en contacto con el primer caso diagnosticado el 12 de abril y que tenía neumonía tenía COVID-19. Ella dio negativo en las pruebas, pero los resultados de su análisis de sangre muestran que había sido infectada. Por lo tanto, el número de casos se ha aumentado a tres, y todos todavía están curados.

### Agosto de 2020
El 1 de agosto se importaron dos nuevos estuches. Las personas entraron en cuarentena al llegar.

### Septiembre de 2020
El 9 de septiembre, todos los pacientes se habían recuperado y Saba ya no tiene casos activos.